# Monterey-ciprus
A Monterey-ciprus (Cupressus macrocarpa) a ciprusfélék családjába tartozó ritka növényfaj.

## Származása, elterjedése
Kalifornia partvidéki örökzöld erdeiben honos. Természetes állománya csak Monterey környékén van.

## Megjelenése, felépítése
25 méter magasra növő örökzöld fa. Koronája eleinte kúpos, az idősebb példányoké terebélyes. A kérge vörösbarna, finoman bordázott.
Élénkzöld, apró pikkelylevelei kihegyesednek, szorosan a hajtáshoz simulnak. Az ágacskák szabálytalanok, illatosak. 
A sárga porzós és a zöld termős tobozok kis hajtásvégi csomókban tavasszal vagy nyár elején nyílnak. Toboza gömb alakú, elérheti az 5 cm-t; éretten megbarnul. Pikkelyein rövid, tompa nyúlvány van.

## Életmódja, termőhelye
A meleg, párás helyeket kedveli. Fagyérzékeny; Magyarországon biztonságosan csak hidegházban teleltethető (Józsa).

## Kertészeti változatok
Sok változatát nemesítették–szelektálták ki.
- Goldcrest — feltűnő, élénk aranysárga lombú.

## Képek

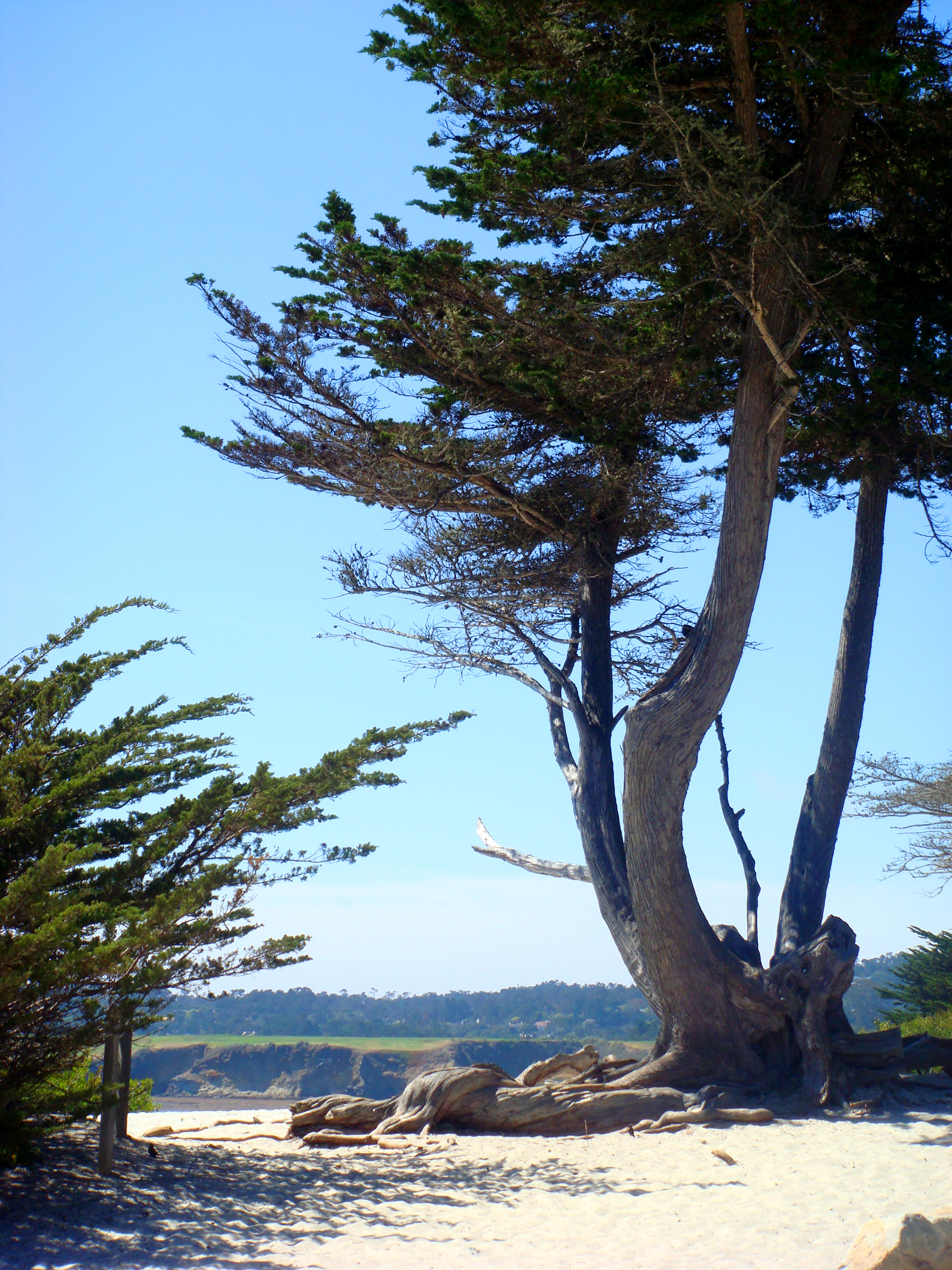
Idős példány habitusa
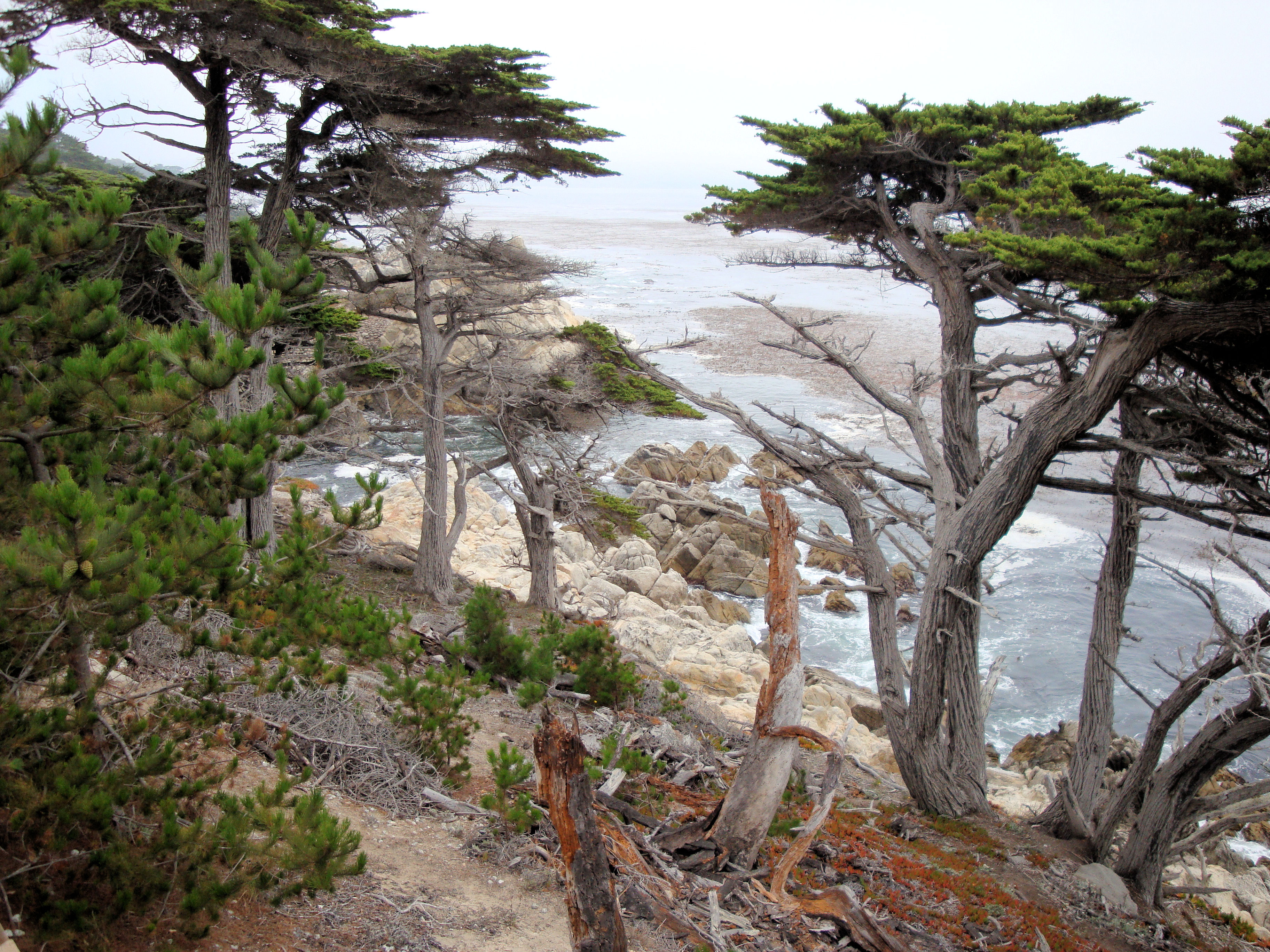
Monterey-ciprusok
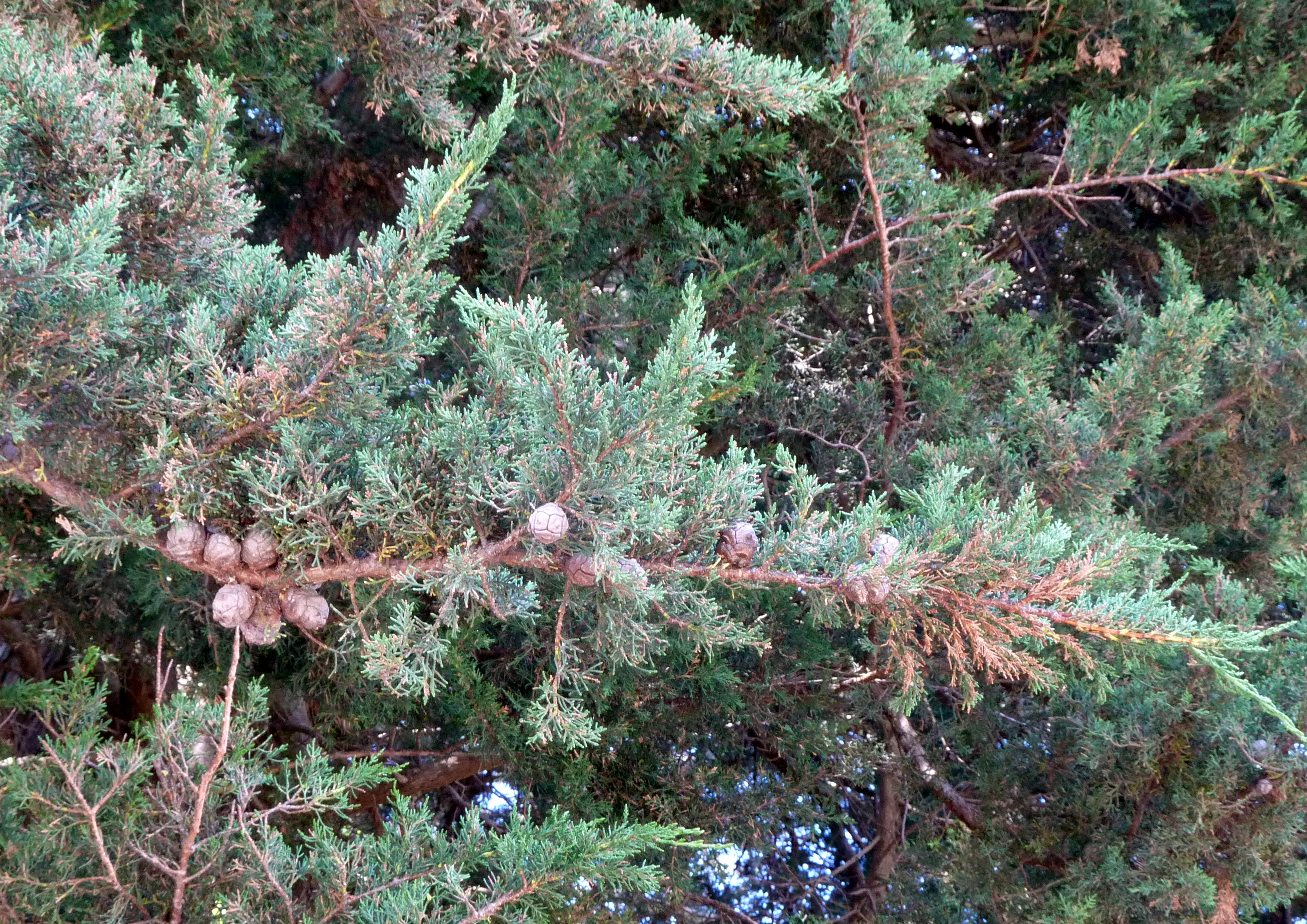
Levelei és toboza
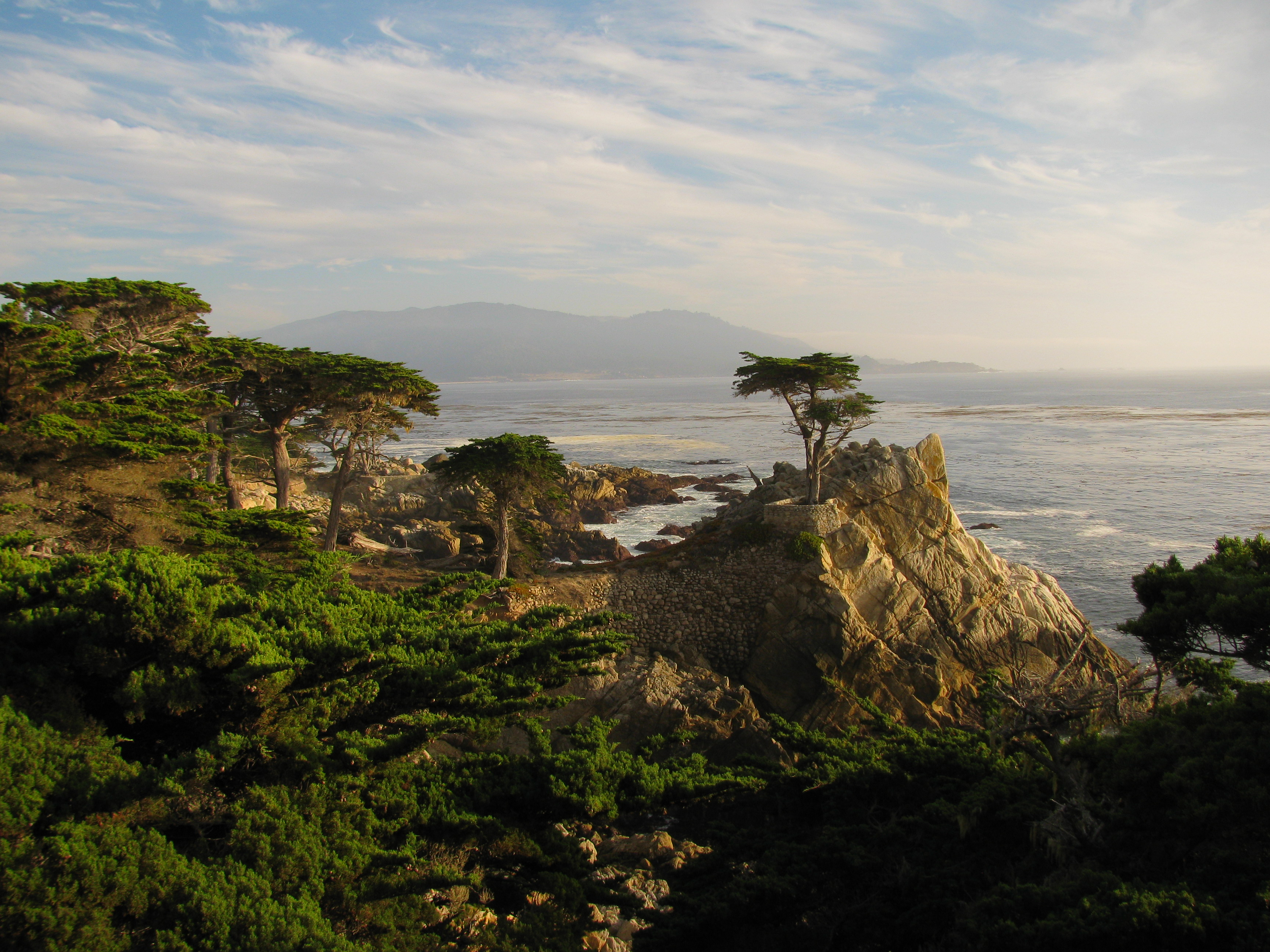
Egyedei Pebble Beachen, Monterey, Kalifornia
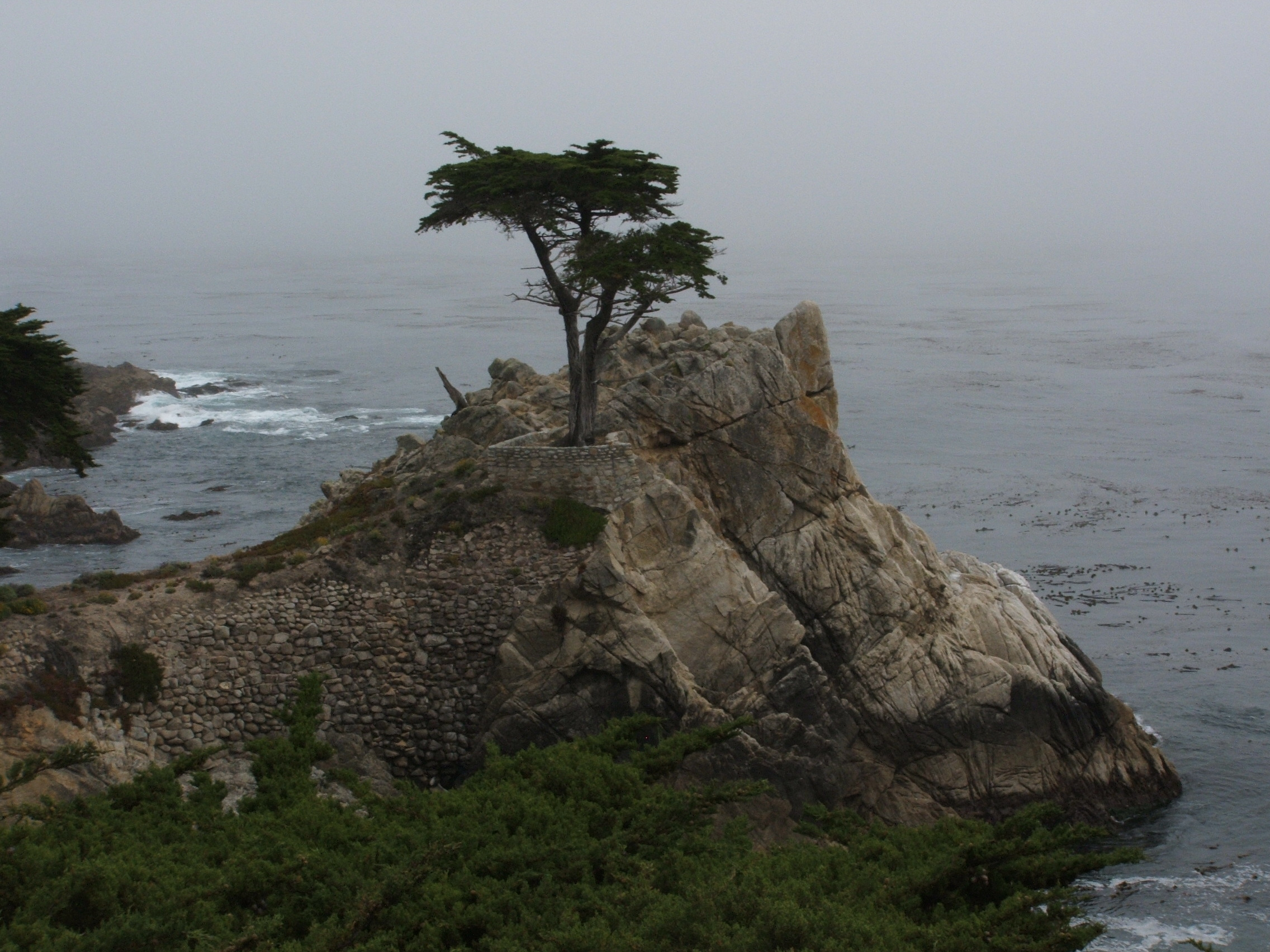
Magányos ciprus Montereyben
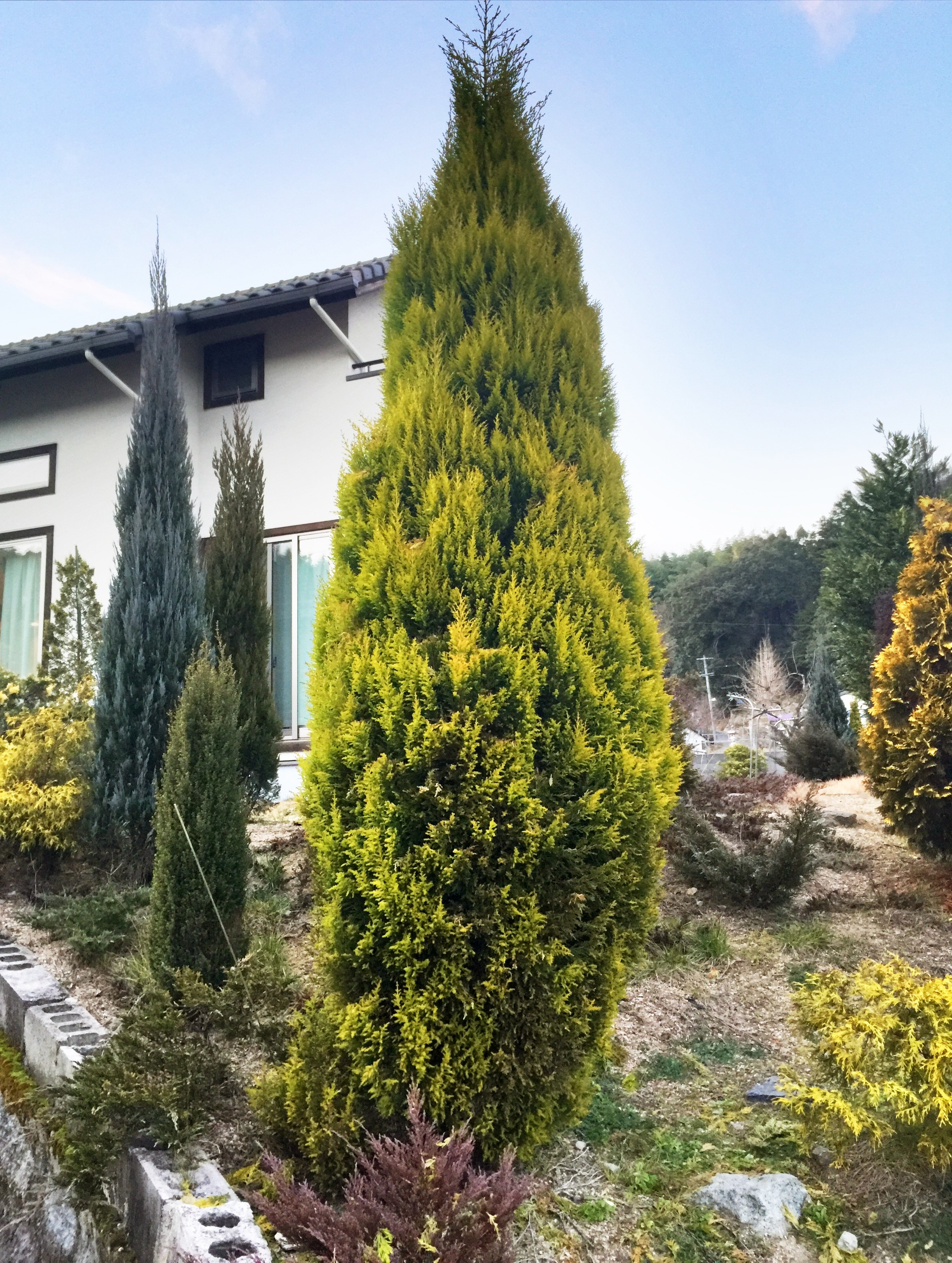
Cupressus macrocarpa 'Gold Crest'